# Boney James
Boney James, pseudonimo di James Oppenheim (Lowell, 1º settembre 1961), è un sassofonista, cantautore e produttore discografico statunitense.

## Biografia
Inizia a suonare il clarinetto, ma poi si dedica quasi esclusivamente al sassofono. Trascorre l'adolescenza nello stato di New York e a 14 anni si sposta con la famiglia a Los Angeles.
Inizia a suonare nella band di musica fusion che accompagna Flora Purim, poi collabora con gli Yellowjackets. Si laurea in storia, ma si dedica anche e soprattutto alla musica. Nel 1985 diventa anche tastierista e suona con diversi artisti come Morris Day, Isley Brothers, Bobby Caldwell, Randy Crawford e Teena Marie.
Grazie in particolare alla sua conoscenza con Bobby Caldwell nel 1992 debutta con l'album Trust. Nel 1994 firma per la Warner Bros. Records, che pubblica alcuni album certificati dischi d'oro dalla RIAA.
Nel 2000 collabora con Rick Braun per l'album Shake it Up. Altri artisti con cui collabora sono Faith Evans, George Benson, George Duke, Dwele, Al Jarreau, Philip Bailey, Antony Hamilton, Jaheim, Eric Benét, Dave Hollister e Angie Stone. Nel 2006 passa alla Concord Records.
Il suo disco del 2009 Send One Your Love riceve una nomination ai Grammy Awards 2009 ("Best Traditional R&B Performance"). 
Anche nel 2014 viene candidato ai Grammy Awards 2014 nella categoria "Best Pop Instrumental Album".

### Vita privata
È sposato con l'attrice e regista Lily Mariye.

## Discografia

### EP
- 2000 – Words + Music

### Album in studio
- 1992 – Trust
- 1994 – Backbone
- 1995 – Seduction
- 1996 – Boney's Funky Christmas
- 1998 – Sweet Thing
- 1999 – Body Language
- 2000 – Shake It Up (con Rick Braun)
- 2001 – Ride
- 2004 – Pure
- 2006 – Shine
- 2007 – Christmas Present
- 2009 – Send One Your Love
- 2011 – Contact
- 2013 – The Beat
- 2020 - Boney James